# Manuel Poppinger
Manuel Poppinger (Innsbruck, 19 mei 1989) is een Oostenrijkse schansspringer.

## Carrière
Poppinger maakte zijn wereldbekerdebuut in januari 2011 in Bischofshofen. Op 11 januari 2014 scoorde hij in Bad Mitterndorf zijn eerste wereldbekerpunten, een dag later behaalde hij aldaar zijn eerste toptienklassering in een wereldbekerwedstrijd. Tijdens de wereldkampioenschappen schansspringen 2015 in Falun eindigde de Oostenrijker als 32e op de grote schans, in de landenwedstrijd veroverde hij samen met Stefan Kraft, Michael Hayböck en Gregor Schlierenzauer de zilveren medaille. Op de wereldkampioenschappen skivliegen 2016 eindigde Poppinger als zeventiende in de individuele wedstrijd, in de landenwedstrijd legde hij samen met Stefan Kraft, Manuel Fettner en Michael Hayböck beslag op de bronzen medaille.

## Resultaten

### Wereldkampioenschappen
| Jaar | Plaats | Resultaten             |
| ---- | ------ | ---------------------- |
| 2015 | Falun  | 32e HS134 · Team HS134 |

### Wereldkampioenschappen skivliegen
| Jaar | Plaats          | Resultaten              |
| ---- | --------------- | ----------------------- |
| 2016 | Bad Mitterndorf | 17e HS225 · Team HS225  |
| 2018 | Oberstdorf      | 23e HS235 5e Team HS235 |

### Wereldbeker
Eindklasseringen
| Seizoen   | Algm | SV  | 4S  |
| --------- | ---- | --- | --- |
| 2010/2011 | –    | –   | 61e |
| 2011/2012 | –    | –   | 69e |
| 2012/2013 | –    | –   | 61e |
| 2013/2014 | 44e  | 11e | 58e |
| 2014/2015 | 37e  | 22e | 45e |
| 2015/2016 | 27e  | 18e | 34e |
| 2017/2018 | 37e  | 36e | 50e |

### Grand-Prix
Eindklasseringen
| Jaar | Plaats |
| ---- | ------ |
| 2015 | 35e    |
| 2016 | 67e    |
| 2017 | 76e    |
| 2018 | 67e    |